# Església de Sant Fruitós de Bages
L'Església de Sant Fruitós de Bages és un edifici del municipi de Sant Fruitós de Bages (Bages) protegida com a bé cultural d'interès local.

## Descripció
L'edifici actual és fruit d'importants reformes que es feren el segle xvii a un edifici d'època romànica, i del qual s'aprofitaren alguns elements.
Serien d'aquest període els murs de la nau amb la seva coberta; ara bé, aquestes parets estan perforades amb dues arcades de mig punt que es recolzen sobre un ferm pilar i que donen accés a les naus i capelles laterals. L'església, també, presenta al creuer un cimbori.
La decoració interior és d'estil neoclàssic, que li dona un caràcter unitari, però que també dificulta la identificació del mur romànic.
El portal, al mur de ponent, és de mig punt i obrat amb unes dovelles dobles molt ben talades. Al cantó nord-oest s'alça un campanar de torre quadrangular.
Els carreus de la base del temple i de la torre són més grans que els de la resta de la construcció.

## Història
El lloc de Sant Fruitós apareix documentat a partir del 942, data en què se cita el riu Sant Fruitós amb la forma Sancto Fructoso.
L'església no apareix esmentada directament fins al 1002. La seva categoria de parròquia és citada el 1038. A partir del 1062 s'esmenta l'existència d'una sagrera al voltant de l'església.
Aquest temple fou una donació senyorial de la família Calders. En dues donacions (1075 i 1086) passà a domini del monestir de Sant Benet de Bages.
Al segle xii s'hi feren algunes reformes i els segles XVII-XVIII s'hi feu una important remodelació.